# Скворцово (Крым)
Скворцо́во (до 1945 года Ста́рый Лез (Ста́рые Ле́зы); укр. Скворцове, крымскотат. Eski Lez, Эски Лез) — село в Симферопольском районе Республики Крым, центр Скворцовского сельского поселения (согласно административно-территориальному делению Украины — Скворцовского сельского совета Автономной Республики Крым).

## Современное состояние
В Скворцово 20 улиц и 3 переулка, площадь, занимаемая селом, 215,7 гектаров, на которой в 570 дворах, по данным сельсовета на 2009 год, числилось 2601 житель. В селе действуют муниципальное бюджетное общеобразовательное учреждение «Скворцовская школа» и детский сад «Колосок», амбулатория, церковь иконы Божией Матери «Бахчисарайская» и мечеть «Эски Лез джамиси», работают 3 магазина Крымпотребсоюза. В Скворцово работают мясоперерабатывающий комбинат «Скворцово», автотранспортное предприятие и несколько предприятий агропромышленного комплекса.

## Население
| 2001 | 2014  |
| ---- | ----- |
| 2481 | ↗2517 |

Всеукраинская перепись 2001 года показала следующее распределение по носителям языка
| Язык             | Процент |
| ---------------- | ------- |
| русский          | 76,22   |
| крымскотатарский | 13,34   |
| украинский       | 8,91    |
| другие           | 0,2     |

### Динамика численности
| - 1806 год — 143 чел. - 1864 год — 53 чел. - 1889 год — 32 чел. - 1892 год — 18 чел. - 1900 год — 38 чел. - 1915 год — 10/72 чел. - 1926 год — 126 чел. | - 1939 год — 91 чел. - 1974 год — 1443 чел - 1989 год — 2857 чел. - 2001 год — 2481 чел. - 2009 год — 2601 чел. - 2014 год — 2517 чел. |

## География
Село Скворцово расположено на северо-западе района, в степной зоне Крыма, на правой стороне долины реки Тобе-Чокрак, у границы с Сакским районом, высота центра села над уровнем моря — 53 м. Село лежит примерно в 30 километрах (по шоссе) от Симферополя, на региональной автодороге 35К-004 (по украинской классификации Симферополь — Евпатория), ближайшая железнодорожная станция Симферополь Грузовой — примерно в 17 километрах. Соседние сёла: Передовое — в 2 километрах к югу, Межгорное, в 2,5 км к северу и Жаворонки Сакского района — в 3,5 километрах западнее.

## История
Первое документальное упоминание села встречается в Камеральном Описании Крыма… 1784 года, судя по которому, в последний период Крымского ханства Лез входил в Акмечетский кадылык Акмечетского каймаканства. После присоединения Крыма к России (8) 19 апреля 1783 года, (8) 19 февраля 1784 года, именным указом Екатерины II сенату, на территории бывшего Крымского Ханства была образована Таврическая область и деревня была приписана к Евпаторийскому уезду. После Павловских реформ, с 1796 по 1802 год, входила в Акмечетский уезд Новороссийской губернии. По новому административному делению, после создания 8 (20) октября 1802 года Таврической губернии, Лез был приписан к Тулатской волости Евпаторийского уезда.
По Ведомости о волостях и селениях, в Евпаторийском уезде с показанием числа дворов и душ… от 19 апреля 1806 года в деревне Лез числилось 23 двора и 143 жителя, исключительно крымских татар, земля принадлежала неким Каракашу и Исмаил-бею. На военно-топографической карте генерал-майора Мухина 1817 года обозначен Лез с 23 дворами. После реформы волостного деления 1829 года деревню Лез, согласно «Ведомости о казённых волостях Таврической губернии 1829 года», отнесли к Темешской волости того же уезда. На карте 1842 года в Илесе записано 80 дворов.
В результате земской реформы Александра II административно-территориальное деление было изменено и деревню подчинили Сакской волости. В «Списке населённых мест Таврической губернии по сведениям 1864 года», составленном по результатам VIII ревизии 1864 года, Лез — «владельческая» (то есть, находящаяся в частой собственности) татарская деревня с 8 дворами, 53 жителями, мечетью и обывательской почтовой станцией при источникѣ Тобе-Чокракѣ. По обследованиям профессора А. Н. Козловского 1867 года, глубина колодцев в деревне составляла 2—3 сажени (4—6 м), вода в них «большею частию» пресная, кроме того имелись многочисленные родники. На трёхверстовой карте 1865—1876 года в Илесе дворов обозначено 20. В «Памятной книге Таврической губернии 1889 года», по результатам Х ревизии 1887 года, записано две деревни Лезы: одна с 28 дворами и 154 жителями, другая — с 5 дворами и 32 жителями. В 1889 году, выходцами из беловежских колоний на 1517
десятинах приобретённой в собственность земли, было основано немецкое лютеранское поселение Альт-Лезы (название употреблялось только в немецкоязычной среде).
На подробной военно-топографической карте 1892 года в Лезах обозначены 4 двора ещё с русско-татарским населением, трактир, господский двор и магазин, а, согласно «…Памятной книжке Таврической губернии на 1892 год», в деревне Лезы, входившей в Юхары-Джаминское сельское общество, числилось 18 жителей в 3 домохозяйствах.
Земская реформа 1890-х годов в Евпаторийском уезде прошла после 1892 года, в результате Лезы приписали к Камбарской волости.
По «…Памятной книжке Таврической губернии на 1900 год» в деревне числилось 38 жителей в 6 дворах, к 1911 году в селе проживало 75 человек. На 1914 год в селении действовала лютеранская школа грамотности. По Статистическому справочнику Таврической губернии. Ч.II-я. Статистический очерк, выпуск пятый Евпаторийский уезд, 1915 год, в деревне Лезы Камбарской волости Евпаторийского уезда числилось 17 дворов (8 дворов с землёй, 9 — безземельные) с немецким населением в количестве 10 человек приписных жителей и 72 — «посторонних», из которых 40 мужчин и 42 женщины. Жители владели 1000 десятинами удобной земли. В хозяйствах имелось 56 лошадей, 22 вола, 42 коровы и 40 голов мелкого скота. Согласно списку 1915 года «…русских подданных из австрийских, венгерских или германских выходцев» землевладельцев, опубликованном в газете «Таврические губернские ведомости» в апреле 1915 года, при деревне Старые-Лезы значились Бехтольдь Генрих Георгиевич и София Христиановна, имевшие 435 десятин земли; Филипп Иоганович и Каролина Георгиевна Литтау владели 135 дес. Семейство Сайбель из 5 человек владели 235 дес.; Шицле Павлина Георгиевна и Фридрих Христианович — 185 десятинами земли.
После установления в Крыму Советской власти, по постановлению Крымревкома от 8 января 1921 года была упразднена волостная система и село включили в состав вновь созданного Сарабузского района Симферопольского уезда, а в 1922 году уезды получили название округов. 11 октября 1923 года, согласно постановлению ВЦИК, в административное деление Крымской АССР были внесены изменения, в результате которых был ликвидирован Сарабузский район и образован Симферопольский и село включили в его состав. Согласно Списку населённых пунктов Крымской АССР по Всесоюзной переписи 17 декабря 1926 года, в селе Лезы Старые, центре Старо-Лезского сельсовета (в коем состоянии село пребывает всю дальнейшую историю) Симферопольского района, числилось 25 дворов, из них 9 крестьянских, население составляло 126 человек, из них 118 немцев, 5 русских, 1 украинец, 2 записаны в графе «прочие», действовала немецкая школа. Постановлением Президиума КрымЦИКа «Об образовании новой административной территориальной сети Крымской АССР» от 26 января 1935 года был создан Сакский район и село включили в его состав.
Вскоре после начала Великой Отечественной войны, 18 августа 1941 года крымские немцы были выселены, сначала в Ставропольский край, а затем в Сибирь и северный Казахстан.
После освобождения Крыма в 1944 году, 12 августа 1944 года было принято постановление № ГОКО-6372с «О переселении колхозников в районы Крыма», по которому из Курской и Тамбовской областей РСФСР в район переселялись 2000 колхозников. Указом Президиума Верховного Совета РСФСР от 21 августа 1945 года Старые Лезы переименовали в Скворцово и Старо-Лезинский сельсовет, соответственно, в Скворцовский. С 25 июня 1946 года Скворцово в составе Крымской области РСФСР. Указом Президиума Верховного Совета РСФСР от 18 мая 1948 года, к Скворцово присоединили Карач. 26 апреля 1954 года Крымская область была передана из состава РСФСР в состав УССР.
Указом Президиума Верховного Совета УССР «Об укрупнении сельских районов Крымской области», от 30 декабря 1962 года Скворцово присоединили к Евпаторийскому району, а 1 января 1965 года, указом Президиума ВС УССР «О внесении изменений в административное районирование УССР — по Крымской области», передали в состав Симферопольского. На 1974 год в Скворцово числилось 1443 жителя. По данным переписи 1989 года в селе проживало 2857 человек. С 12 февраля 1991 года село в восстановленной Крымской АССР, 26 февраля 1992 года переименованной в Автономную Республику Крым. С 21 марта 2014 года в составе Крыма аннексировано Россией.

## Развитие
Вдоль села Скворцово проходит строящаяся (на 2022 год) автодорога Симферополь-Евпатория-Мирный. Непосредственно вблизи села строится двухуровневая развязка.

## Известные уроженцы
Старые Лезы — место рождения заслуженного учителя РСФСР Рейнгольда Христиановича Тибелиуса (1912—2001 годы).